# Delações da JBS na Operação Lava Jato

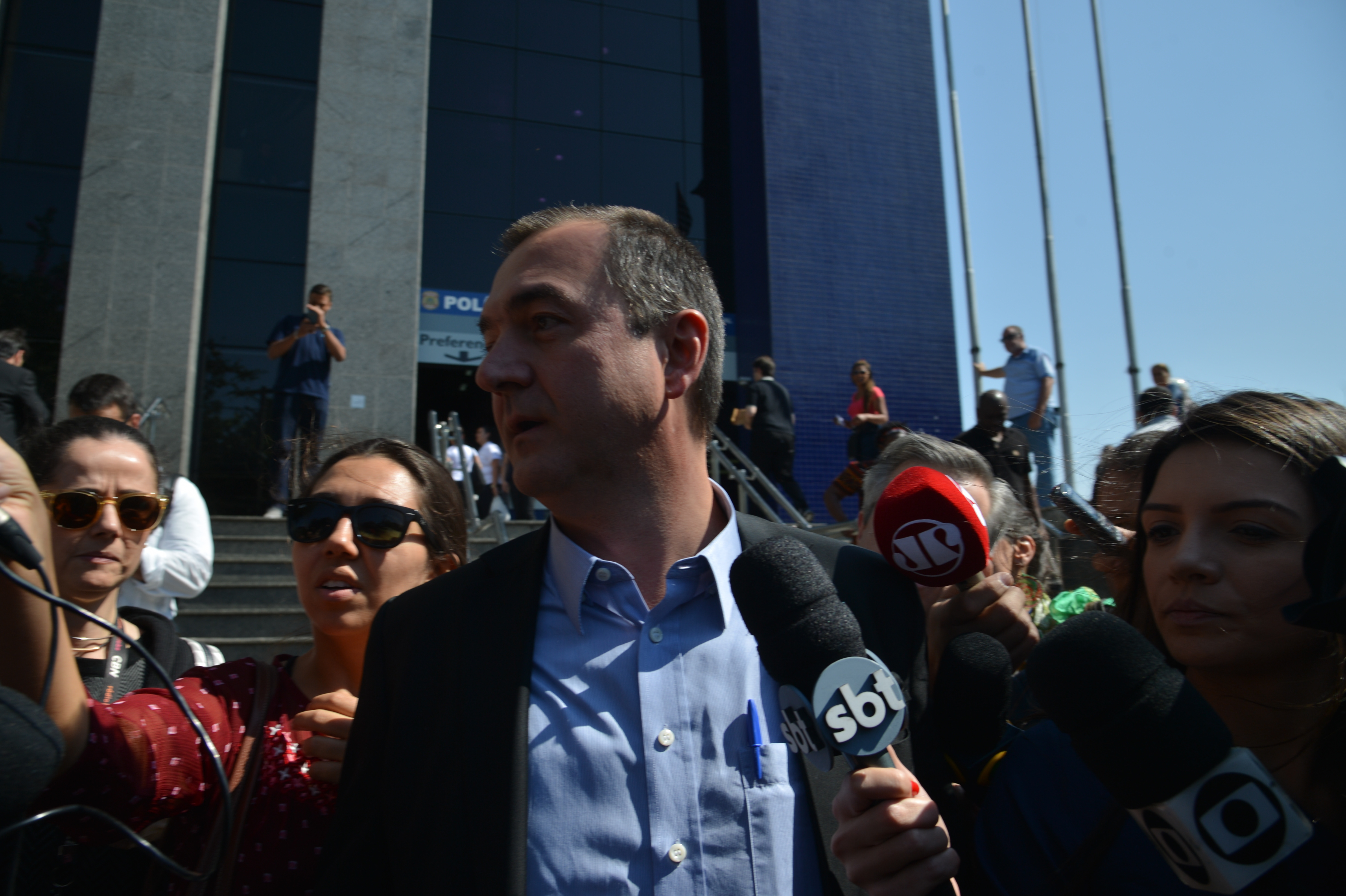
O empresário Joesley Batista, dono da JBS e pivô do escândalo, deixa a superintendência da Polícia Federal após prestar depoimento, em agosto de 2017.

As delações da JBS na Operação Lava Jato referem-se ao acordo de leniência firmado entre a empresa JBS e a Procuradoria-Geral da República (PGR) em abril de 2017, no âmbito da Operação Lava Jato. O Supremo Tribunal Federal (STF) homologou o acordo em 18 de maio de 2017 a partir da delação premiada dos proprietários Joesley e Wesley Batista e de executivos da empresa. Em 14 de setembro de 2017, o ex-procurador-geral da República Rodrigo Janot rescindiu o acordo de Joesley e Ricardo Saud por suspeitas de obstrução de investigação feitas pelos colaboradores. No ano seguinte, a procuradora-geral Raquel Dodge, rescindiu o acordo de Wesley Batista e de Francisco de Assis e Silva por omissão de fatos criminosos dos quais tinham conhecimento.

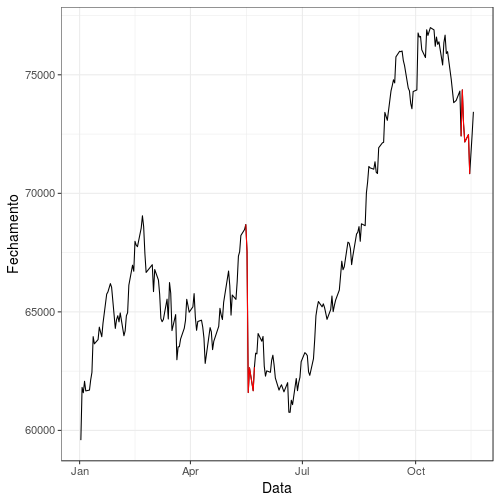
Fechamento diário do Ibovespa de 1 de janeiro de 2017 a 17 de novembro de 2017. As regiões vermelhas marcam as semanas das delações da JBS e do pronunciamento de Temer sobre a falta de apoio político para aprovar a reforma da previdência, respectivamente.

Após as delações, a Bolsa de Valores de São Paulo (B3) sofreu forte queda, bem como o real, no que ficaria conhecido como "Joesley Day". O poder político do governo Temer também foi impactado, principalmente no que diz respeito à aprovação da reforma da previdência.
Nos termos da delação dos executivos da JBS, foram mencionados repasses para mais de 1800 políticos, superando quinhentos milhões de reais para ajudar nas campanhas.
As primeiras ações decorrentes das delações foram a Operação Patmos, a Operação Tendão de Aquiles - que prendeu Wesley Batista -, e a denúncia da PGR contra Michel Temer, além de inquérito contra diversos políticos mencionados nos termos de colaboração.

## Histórico
No início de 2017, a JBS era alvo de várias operações da Polícia Federal (PF) e do Ministério Público (MPF), dentre elas: Operação Greenfield, Operação Lava Jato e Operação Cui Bono?.
Em finais de março, os executivos e advogados da JBS procuram a Procuradoria-Geral da República (PGR) com o propósito de firmar um acordo de delação premiada. Segundo o jornal O Estado de S.Paulo, o afastamento de Joesley dos negócios teria sido decisivo para que ele iniciasse o acordo de colaboração. Durante todo o mês de abril até a primeira semana de maio, os depoimentos foram coletados para sustentar a delação.
Os executivos da JBS afirmam à PGR que gravaram Michel Temer, durante um encontro com Joesley Batista ocorrido no Palácio do Jaburu fora da agenda oficial do presidente. Na conversa, o presidente sugere "manter uma boa relação" com o deputado cassado e ex-presidente da Câmara dos Deputados Eduardo Cunha, preso na Operação Lava Jato, e ao operador Lúcio Funaro, também preso, em troca do silêncio de ambos. Temer teria indicado ainda Rodrigo Rocha Loures como interlocutor da JBS no governo.
Igualmente foram entregues à PGR gravações na qual o senador Aécio Neves, presidente nacional do PSDB, e Andrea Neves, sua irmã, são flagrados negociando com Joesley Batista a quantia 2 milhões de reais para o pagamento de advogados para sua defesa na Lava Jato. Aécio indicou seu primo, Frederico Pacheco de Medeiros, como emissário para o recebimento da propina.
Logo após, acontecem as ações controladas pela PF com a entrega de malas dinheiro a Rocha Loures e ao primo de Aécio, que são filmadas. A PF rastreou o dinheiro dado ao primo de Aécio até uma empresa do senador Zeze Perrella.
Em 3 de maio o acordo de colaboração premiada é assinado entre os delatores e a PGR, e em 18 de maio, o acordo é homologado pelo ministro do STF Edson Fachin.
Em 10 de maio de 2018 Raquel Dodge requereu ao STF o desmembramento das ações com o objetivo de serem apurados 80 fatos narrados numa complementação da colaboração entregue pelos delatores. No pedido ao Supremo, Raquel Dodge requer que os fatos sejam remetidos para outras instâncias, como STJ e primeira instância.

### Validação no Supremo Tribunal Federal
Em junho o governador do Mato Grosso do Sul Reinaldo Azambuja (PSDB) recorreu ao Supremo Tribunal Federal solicitando a saída de Edson Fachin da relatoria das investigações da JBS alegando que as delações não tinham relação com o caso de corrupção na Petrobras (principal alvo das investigações da Lava Jato), além de questionar os benefícios concedidos aos delatores.
Os termos da delação premiada sofreram críticas de alguns magistrados, e do governo Michel Temer, uma vez que os delatores receberam imunidade total na área criminal em troca de informações sobre os esquemas criminosos e não foram presos. O caso foi levado a Plenário, com a maioria dos ministros considerando válida a homologação do acordo de delação premiada feita pelo ministro Edson Fachin e também votando pela manutenção de Fachin na relatoria do caso.

## Conteúdo das delações

### Repasse à deputados federais

#### Eduardo Cunha
O delator afirmou que, por meio de conta corrente gerenciada pelo operador de mercado Lúcio Funaro, repassou 50 milhões de reais entre 2009 e 2014 a Eduardo Cunha, ex-presidente da Câmara dos Deputados, e que os pagamentos foram em troca de facilidades em financiamentos da Caixa Econômica Federal. Além disto, Josley menciona um pagamento de 20 milhões de reais a Cunha em troca de alterações na legislação para desonerar a folha de pagamento de funcionários – um tema que beneficiava financeiramente a JBS; e por fim relata ainda o repasse de mais 30 milhões de reais para que Cunha, enquanto presidente da Câmara, apoiasse as demandas do grupo empresarial no Congresso.

### Repasse à ministros de estado

#### Guido Mantega
Joesley afirmou que a partir de 2009 passou a tratar diretamente com Guido Mantega, sem intermediários, e citou um diálogo em que o ex-ministro teria dito que acertariam os percentuais de propina "caso a caso". A partir de 2014, segundo Joesley, ele passou a ter encontros quase semanais com Mantega, em reuniões em que o ex-ministro apresentava "múltiplas listas de políticos e partidos que deveriam receber doações de campanha". Joesley cita ainda ter feito, a pedido de Mantega, um empréstimo de 5 milhões de dólares à empresa Pedala Equipamentos Esportivos, que acabou não sendo pago, e um investimento de US$ 20 milhões em uma conta no exterior.

#### Antônio Palocci
Joesley disse ter conhecido Antônio Palocci em 2008, quando ele não exercia cargo público. O empresário disse que "tinha curiosidade de atender a mecânica dos movimentos e dos bastidores políticos". Joesley teria então contratado a empresa Projeto Consutoria, de Palocci, de forma legal. A empresa teria também assessorado o empresário em 2009 num parecer sobre o mercado americano de frango. Em 2010, Palocci tornou-se o braço direito da ex-presidente Dilma na campanha presidencial e teria pedido 30 milhões de reais em doações a Joesley. De acordo com a delação, o valor não foi pago integralmente, mas 2,8 milhões de reais foram recebidos em espécie e 16 milhões de reais foram pagos em doações oficiais a diversos candidatos indicados por Palocci.

### Repasse à Governadores

#### Fernando Pimentel
Joesley relatou que numa audiência com Dilma em novembro de 2014 no Palácio do Planalto que teria discutido com a então presidente um pedido de contribuição de 30 milhões de reais feito por Edinho Silva, coordenador financeiro da campanha de Dilma naquele ano, para a campanha de Fernando Pimentel ao governo de Minas. Ele disse ter informado Dilma que o suposto saldo das duas contas acertadas com Mantega se esgotaria caso o pedido fosse atendido, e Dilma, de acordo com o que Joesley disse na delação, teria confirmado a necessidade e pediu que procurasse Pimentel. O valor teria sido repassado após encontro com Pimentel mediante compra de 3 por cento da empresa concessionária do estádio Mineirão. Na prestação de contas da campanha de Pimentel, aparecem repasses de 3,9 milhões de reais da JBS, quando ainda era ministro de Dilma Rousseff. No entanto em Abril de 2021 a Justiça Federal rejeitou as denúncias feitas pelo MPF Fernando Pimentel das acusações que envolviam as contribuições de campanha dadas pela JBS.

#### Silval Barbosa
A relação da JBS com o ex-governador do Mato Grosso do PMDB, teria começado em 2010, quando Barbosa pediu contribuições para sua campanha eleitoral. De acordo com Joesley, em contrapartida, o candidato prometeu que as doações da empresa seriam compensados com a redução de impostos estaduais. Em 2012, o governador teria pedido propina em contrapartida às alterações, no valor de 10 milhões de reais por ano, até 2014. Ainda segundo os documentos da PGR, os valores foram pagos conforme o combinado, com exceção de 2014, quando nem todas as parcelas foram quitadas.

#### Zeca do PT
Em 2003, no governo de Zeca do PT (1999-2006), Joesley Batista teria acertado o pagamento de propina de 20 por cento de qualquer benefício fiscal concedido à empresa no Estado. Em 2010, Zeca teria pedido 3 milhões de reais para custear sua campanha eleitoral, pagos em duas partes, sendo um milhão de reais em doação oficial e dois milhões de reais em espécie.

### Apoio em campanhas presidenciais

#### Dilma em 2014
O diretor Ricardo Saud afirmou que pagou 35 milhões de reais em propina a cinco atuais e ex-senadores do PMDB para garantir o apoio de todo o partido à reeleição de Dilma Rousseff na eleição presidencial de 2014. Receberam o dinheiro os senadores Eduardo Braga, Jader Barbalho, Eunício Oliveira, Renan Calheiros, além do ex-senador Vital do Rego. Afirmou também que, desse valor, um milhão de reais deveria ser destinado à senadora Kátia Abreu, mas ela não teria recebido o dinheiro. O pedido de pagamento foi feito pelo ex-ministro da Fazenda Guido Mantega à Joesley Batista, que estão transmitiu a ordem ao diretor. Segundo Saud, o dinheiro saiu de uma cota de 300 milhões de reais que a JBS havia disponibilizado ao PT para serem gastos na campanha de 2014. No entanto, fatos como a afirmação em nota do senador Eduardo Braga, de que a delação de Saud contém erros crassos e graves, juntamente com o apoio irrefutável de Joesley Batista ao presidenciável Aécio Neves e as compras de deputados na votação do impeachment são fragilizadores desta associação da JBS à candidatura de Dilma Rousseff.

#### Aécio em 2014
Joesley Batista diz ter sido o "maior e mais fiel" financiador da campanha eleitoral de Aécio Neves  senador afastado, ex-governador de Minas e candidato derrotado à Presidência em 2014. Afirma ter atendido um pedido de propina ao comprar "sem necessidade de uso" um prédio de 18 milhões de reais em Belo Horizonte. Relatou também o pedido de Andrea Neves, irmã do tucano, de propina de 2 milhões de reais "com o argumento que ele precisava pagar advogados". Diz ter dito a ela que seria arriscado pagar com notas, e que Andrea Neves sugeriu superfaturar notas de advogados que já trabalhavam para a JBS, que também seriam utilizados pelo senador. A JBS também relata encontro de Frederico Pacheco de Medeiros, primo de Aécio, com um executivo da empresa para discutir maneiras de "esquentar" repasses de propina que tinham sido feitos a Aécio por pagamentos em espécie e emissão de notas frias. Joesley relata ainda o encontro com Aécio em março de 2017, cujo áudio foi gravado pelo empresário, em que o tucano diz da necessidade de aprovação da lei de abuso de autoridade e de anistia ao caixa 2.

### Compra de deputados na votação do impeachment
Joesley disse aos investigadores que o deputado João Bacelar agiu para evitar que o ex-ministro Guido Mantega fosse convocado a depor na CPI do CARF, da qual Bacelar era relator. A CPI foi instaurada em 2016 para apurar um esquema de venda de sentenças que funcionava no Conselho Administrativo de Recursos Fiscais (Carf), órgão do Ministério da Fazenda que analisa recursos contra autuações da Receita Federal. De acordo com a delação, Joesley teria feito a ponte entre Mantega e o parlamentar. Joesley afirmou que depois disso Bacelar passou a atuar em defesa de Dilma no processo de impeachment. O empresário contou aos procuradores que o parlamentar apareceu em sua casa na semana anterior à votação do impeachment na Câmara, tentando convencer Joesley a "comprar" alguns deputados para votarem a favor de Dilma. Bacelar teria então apresentado uma lista de 30 parlamentares que estariam dispostos a votar pela permanência da ex-presidente em troca de cinco milhões de reais em propina para cada um. Joesley disse que autorizou a compra de cinco deputados por 3 milhões de reais cada. Dos 15 milhões de reais combinados com Bacelar, segundo Joesley, 3,5 milhões foram pagos.
Por outro lado, o publicitário Elsinho Mouco, acusado por Joesley de receber propina, disse ao O Estado de S.Paulo que o empresário o contratou com dois objetivos: eleger o irmão José Batista Júnior em Goiás e "derrubar" a presidente Dilma Rousseff na esteira do movimento pelo impeachment. Numa das conversas entre eles, em maio de 2016, no auge do movimento "Fora, Dilma", Joesley se ofereceu para pagar por um serviço de monitoramento de redes sociais que nortearia a estratégia do PMDB de blindagem a Temer.

## Rescisão do acordo com a JBS
Em 14 de setembro de 2017, o procurador-geral da República Rodrigo Janot informou ao Supremo Tribunal Federal que a delação de executivos da JBS foi rescindida. Segundo o órgão, a rescisão não atinge as provas apresentadas. Segundo a denúncia, algumas das provas apresentadas ao Supremo foram obtidas por meio da delação de Joesley e Saud. No entanto, conforme a PGR, "houve omissão deliberada, por parte dos referidos colaboradores de fatos ilícitos que deveriam ter sido apresentados por ocasião da assinatura dos acordo".
Em fevereiro de 2018, a procuradora-geral Raquel Dodge decidiu rescindir a delação de Wesley Batista e Francisco de Assis e Silva. Segunda Dodge, em função da apuração do procedimento interno de revisão de acordos de delação de executivos do grupo que constataram que eles omitiram, de forma intencional, fatos criminosos que já tinham conhecimento no momento de fechar os acordos firmados com o Ministério Público Federal.

## Consequências

### Operação Patmos
Na noite de 17 de maio de 2017 o colunista Lauro Jardim do jornal O Globo, publicou uma nota sobre o presidente ter sido gravado na delação da JBS, com o seguinte título: "Dono da JBS grava Temer dando aval para compra de silêncio de Cunha". Na manhã do dia seguinte, foi deflagrada pela Polícia Federal, por ordem do ministro Edson Fachin, relator da Lava Jato no STF, a pedido da Procuradoria-Geral da República, a Operação Patmos. A operação cumpriu 41 mandatos de busca e apreensão e oito de prisão preventiva à locais e pessoas ligadas à Michel Temer, ao senador Aécio Neves, ao senador Zezé Perrella e ao deputado Rodrigo Rocha Loures. Andrea Neves e Frederico Pacheco de Medeiros são presos. Além disso, um inquérito é aberto contra o presidente da República e o senador Aécio Neves e o deputado Rodrigo Rocha Loures são afastados de suas funções parlamentares.

### Denúncia e afastamento de Aécio do Senado
Em 2 de junho Aécio Neves é denunciado por corrupção passiva e tentativa de obstrução de justiça pela Procuradoria-Geral da República. No momento,  o senador se encontrava afastado da presidência do PSDB e do mandato no Senado. No fim de junho, entretanto, o ministro Marco Aurélio Mello, relator do caso no Supremo Tribunal Federal, negou um novo pedido de prisão feito pela Procuradoria-Geral da República e permitiu o retorno do senador ao exercício do mandato. O procurador-geral Rodrigo Janot recorreu da decisão do ministro Marco Aurélio Mello e solicitou novamente a prisão do senador e seu afastamento do mandato.
Em 26 de setembro por decisão da 1.ª Turma do Supremo Tribunal Federal foi determinado novamente o afastamento do senador, além da aplicação de medidas cautelares como o recolhimento noturno. A decisão gerou uma crise institucional entre os poderes Legislativo e Judiciário, uma vez que o Senado se recusou a acatar a ordem judicial, colocou em votação a ordem de afastamento e decidiu reverter a decisão da Suprema Corte.

### Denúncia contra Temer
Em 27 de junho o procurador-geral Rodrigo Janot denunciou Michel Temer por corrupção passiva, tornando-se assim o primeiro presidente brasileiro a ser acusado criminalmente no exercício do mandato. A denúncia faz referência à entrega de uma mala contendo 500 mil reais de propina da JBS à Rodrigo Rocha Loures. Após tramitar por uma comissão especial, a denúncia contra Temer chega ao plenário da Câmara dos Deputados. Assim, em 2 de agosto, após votação, os parlamentares negaram autorização para a continuidade da denúncia.

### CPI da JBS
Em 5 de setembro de 2017 é constituída a CPI da JBS com o propósito de investigar os empréstimos concedidos pelo BNDES à JBS entre 2007 e 2016 e também apurar os termos e condições das delações do grupo alcançadas com a Procuradoria-Geral da República e homologadas pelo Supremo Tribunal Federal. Entretanto, a CPI foi vista como uma manobra política destinada a constranger os investigadores da Lava Jato e blindar Temer e seus aliados. A CPI poupou cúpula política brasileira e não intimou nenhum dos políticos acusados de receber propina da JBS. Segundo o senador Randolfe Rodrigues: "O desfecho da CPI foi absolutamente previsível: fez vista grossa aos negócios sujos dos irmãos Batista, que envolvem membros do governo anterior e do atual, e se dedicou a inverter a relação entre acusados e acusadores, enxovalhando de modo oportunista o instituto da delação premiada e pondo a Lava-Jato no banco dos réus".

### Inquéritos
Em fevereiro de 2018, a pedido da PGR, o STF abriu um inquérito que investigará Gilberto Kassab, citado na delação de Wesley Batista. De acordo com Wesley, 350 mil reais por mês em propinas eram destinados pela JBS à Yape Consultoria e Debates, empresa ligada à kassab. O empresário afirma ter efetuado os pagamentos por acreditar que o poder de influência do ex-prefeito lhe seria útil em algum momento.
Em 16 de maio de 2018, o ministro Edson Fachin determinou abertura de um inquérito para investigar se houve repasses de cerca de 40 milhões de reais da J&F a políticos do MDB durante a campanha eleitoral de 2014. Segundo a procuradora-geral, Raquel Dodge, as suspeitas são baseadas nas delações premiadas de Sérgio Machado, ex-senador pelo MDB e ex-presidente da Transpetro, e de Ricardo Saud, ex-executivo da J&F. Os políticos investigados são Eduardo Braga, Vital do Rêgo, Jader Barbalho, Eunício Oliveira, Renan Calheiros e Henrique Eduardo Alves.